# Supercoppa serba 2021 (pallavolo femminile)
La Supercoppa serba 2021 si è svolta il 28 settembre 2021: al torneo hanno partecipato due squadre di club serbe e la vittoria finale è andata per la seconda volta allo Železničar Lajkovac.

## Regolamento
Le squadre hanno disputato una gara unica.

## Squadre partecipanti
| Squadra             | Qualificazione                     |
| ------------------- | ---------------------------------- |
| Železničar Lajkovac | Vincitrice Coppa di Serbia 2020-21 |
| Ub                  | Vincitrice Superliga 2020-21       |

## Torneo
| 28 settembre 2021 Lajkovac Hala Sportova, Lajkovac Durata: 2h:12 - Spettatori: 500 | Železničar Lajkovac | 3 - 2 | Ub | 23-25, 25-21, 25-12, 24-26, 15-10 |